# 产水菌属
产水菌属也称产液菌属，为产水菌科的一属细菌。该属的模式种也是唯一种为嗜火产水菌（Aquifex pyrophilus）。

## 下属物种
- 嗜火产水菌 Aquifex pyrophilus Huber and Stetter, 1992